# Mont Tyree

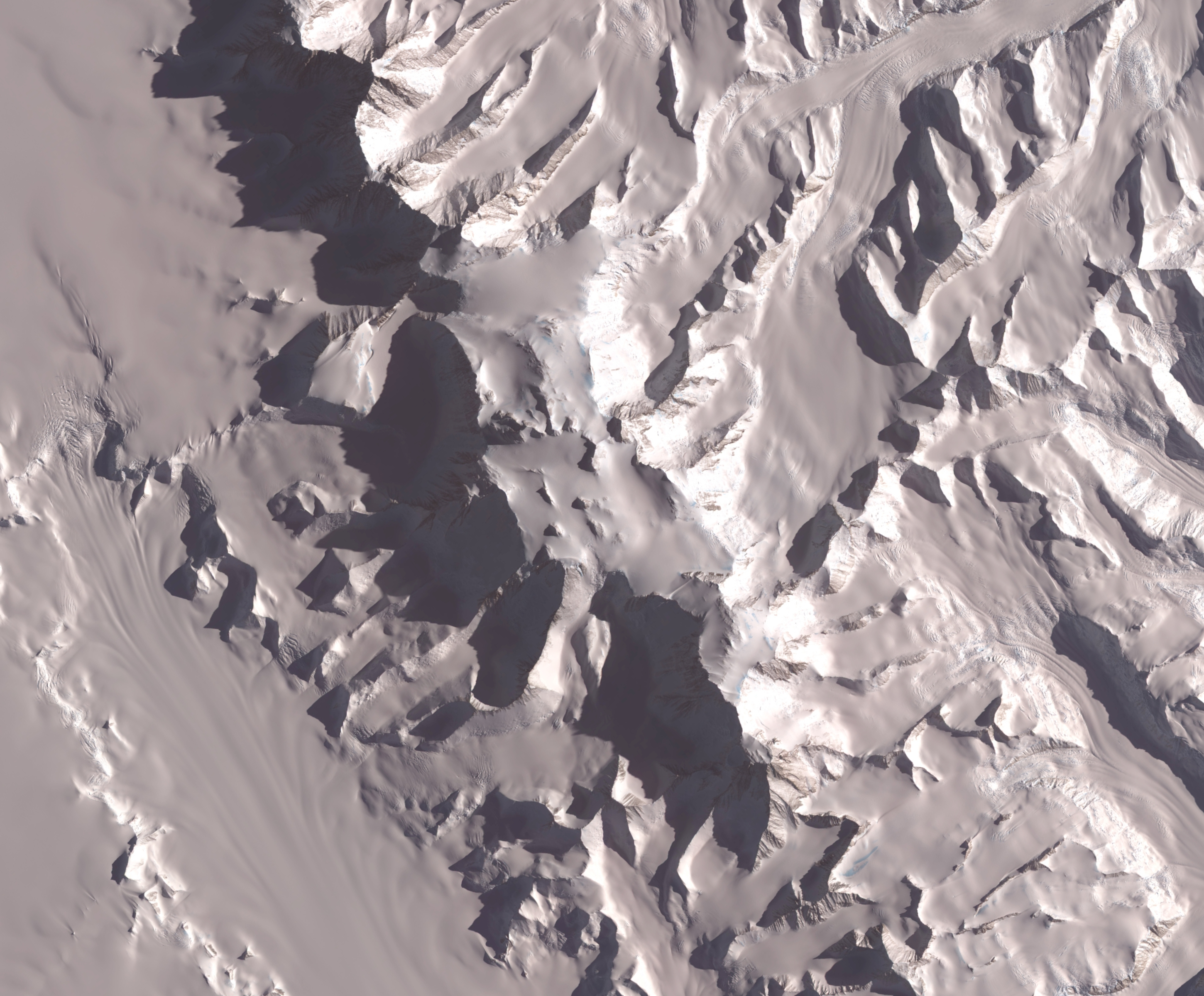
Mont Tyree està a l'esquerra de la imatge que mostra elMassís Vinson.

Mont Tyree (4.852 m) és la segona muntanya més alta de l'Antàrtida. Es troba a 13 km al nord-oest del Massís Vinson (4,892 m), el pic més alt del continent. La seva prominència és 1.152 m. La Glacera Patton es troba al nord i la Glacera Cervellati al sud-est.
Mont Tyree va ser descobert el gener de 1958 durant un vol de reconeixement d'un esquadró de la United States Navy i cartografiat el mateix mes. Aquesta muntanya va rebre el nom de l'Almirall estatunidenc David M. Tyree
Fins a l'any 2012, només s'arribat al cim en cinc ocasions, per un total de 10 persones (de les quals tres moriren en baixar) s'han utilitzat tres vies diferents. La primera ascensió va ser el gener de 1967 per John Evans i Barry Corbet. La cara sud encara no ha estat escalada i fa 2.000 metres sent una de les parets més grans de l'Antàrtida.
La temporada d'escalada és de novembre a gener, quan el Sol es troba, les 24 hores del dia, per sobre de l'horitzó i l'aire és menys fred (fins a -30 °C al cim). Com el proper Mont Vinson, a aquesta muntanya s'hi pot accedir amb un vol de 6 hores de durada des de Punta Arenas, Xile fins al Union Glacier Camp, a continuació cal fer un vol de 200 km amb un avió amb esquís (ski plane) fins a la base de la muntanya.

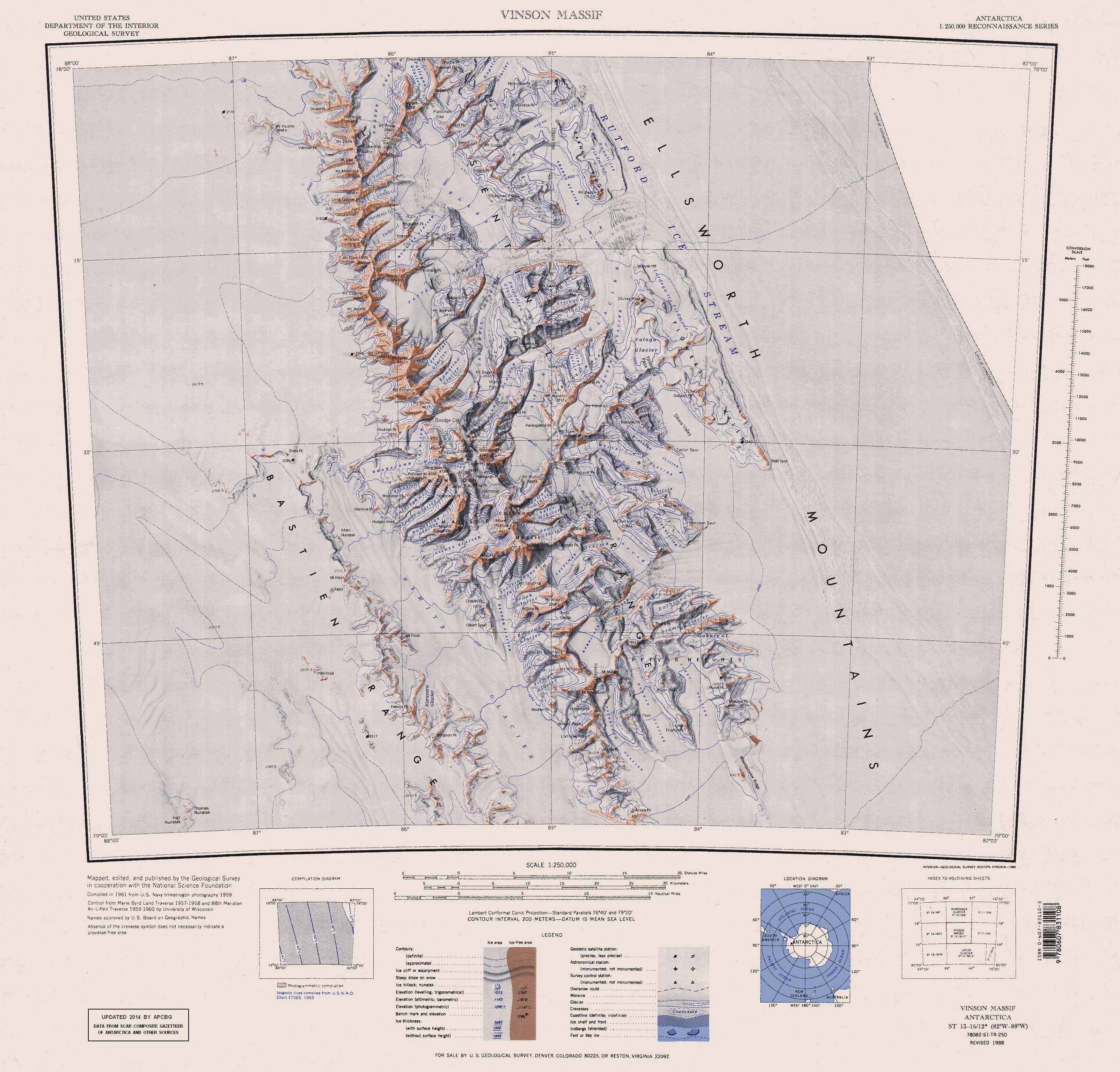
Mapa de Sentinel Range.

## Mapes
- Vinson Massif. Scale 1:250 000 topographic map. Reston, Virginia: US Geological Survey, 1988.
- Antarctic Digital Database (ADD). Scale 1:250000 topographic map of Antarctica. Scientific Committee on Antarctic Research (SCAR), 1993-2012.